# 세긴
세긴 (카시오페이아자리 엡실론, ε Cassiopeiae)은 카시오페이아자리 방향으로 지구에서 약 410광년 떨어진 곳에 있는 항성계이다. 겉보기 등급은 +3.4로 카시오페이아자리에 있는 별 중 하나이다.

## 설명
세긴의 분광형은 B3 III으로 거성에 속하므로 중심핵에 있는 수소를 모두 태우고 생애 후반부에 들어섰다고 할 수 있다. Cote의 2003년 논문에 따르면 이 별은 분광형상 비이형 별이 아님에도 비이형 별의 스펙트럼 값을 보여준다고 한다. 스펙트럼상 방출선이 나타나는데 이를 통해 별 주위에 자신이 토해낸 가스가 둘려 있음을 알 수 있다. 카시오페이아자리 엡실론의 최외곽층 대기 온도는 15,174 켈빈으로 청백색 빛을 뿜는 B형 항성으로 분류된다. 간섭계로 측정한 이 별의 각지름은 0.43 밀리초각이다. 세긴까지의 거리를 고려하면 이 별의 지름은 대략 태양의 6배이다.
히파르코스 계획 기간 이 별을 관측한 결과 세긴은 미약하나마 주기적으로 밝기가 변하는 상태일 것으로 추측되었다. 밝기 변화량은 0.0025등급이며 주기는 2.15시간이다. 이 관측자료로 나온 신호 대 잡음비는 4.978이다. 히파르코스가 잰 우주 속도 요소를 통해 카시오페이아-황소자리 이동성단의 일원일 가능성이 높음을 알아냈다(93% 확률). 이 이동성단은 운동학적으로 페르세우스자리 알파 성단과 묶여 있는데 여기서 세긴을 포함한 카시오페이아-황소자리 이동성단은 알파 성단으로부터 조석력 때문에 분리되었음을 알 수 있다.

## 명칭
한자 문화권에서 이 별은 “閣道”(각도) 6성 중 하나이다. 세긴은 각도를 구성하는 여섯 별 중 “북제3성”으로 불렸다. 중국에서는 閣道二(각도이)로 표기한다.